# المتحف الأولمبي
المتحف الأولمبي (بالإنجليزية: Olympic Museum)‏ و (بالفرنسية: Musée olympique)‏ هو متحف يتكون من مجموعة مباني في مدينة لوزان في سويسرا يقع بالقرب من مقر اللجنة الأولمبية الدولية، أنشأ في سنة 1993 من قبل رئيس اللجنة الأولمبية السابق خوان أنطونيو سامارانش ويحتوي هذا المتحف على أكثر من 100 ألف قطع رياضية ليكون بذلك أكبر إرشيف للألعاب الأولمبية في العالم، يزور هذا المتحف حوالي 250 ألف شخص سنوياً.